# Філіп I (князь П'ємонту)
Філіп I де Савоя-Ахая (фр. Filippo I di Savoia-Acaia; 1278 — 25 вересня 1334)— 4-й князь П'ємонту в 1282—1334 роках, володар Ахейського князівства в 1301—1307 роках.

## Життєпис
Походив з Савойського дому. Син Томаса III, князя П'ємонту, і Гії (Гіонни) де Шалон. Народився 1278 року в м. Суза. 1282 року після смерті батька успадкував князівство, яким через його малий вік управляв регент  Амадей V, граф Савойський. Лише в 1294 році після арбітражу, що підтвердив його права, Філіп був оголошений повнолітнім і став князем П'ємонту.
У 1300 році Філіп вирушив до Рима, щоб одружитися з Ізабеллою де Віллардуен, княгинею Ахейською. Запланований шлюб викликав невдоволення Карла II, короля Неаполя, оскільки порушував угоду, за якою Ізабелла не мала права самостійно обирати чоловіка. Але в підсумку король надав згоду на шлюб Ізабелли. Весілля відбулося 12 лютого 1301 року. За умовами договору Філіп і Ізабелла визнавали себе васалами Філіпа Тарентського, сина Карла II. Після цього Філіп П'ємонтський отримав титул князя Ахейського. У 1302 році подружжя прибуло до Ахейського князівства
Незабаром Філіп П'ємонтський здирництвом викликав невдоволення населення, що вилилося у повстання грецьких архонтів в 1302 році. 1304 року мусив зібрати асамблею баронів, яка обмежила його повноваження. Також не сприяла авторитету невдала військова кампанія з наміром відвоювати у візантійців Містру. Згодом прагнення здобути незалежність від Неаполітанського королівства та ненадання допомоги Філіпу Тарентському у кампанії проти Епіру призвело до того, що 1306 році Карл II повалив Філіпа, позбавивши титулу князя. Новим князем король призначив Філіпа Тарентского. Філіп Савойський і Ізабелла 11 травня 1307 року поступилися правами на Ахейське князівство королю, в обмін Філіп отримав графство Альба на Фуцинському озері.
За цим Філіп і Ізабелла розлучилися. Невдовзі повернувся до П'ємонту. 1310 року разом зі стрийком Амадеєм V вітав імператора Генріха VII Люксембурга, коли той прибув до Ломбардії. 1311 року уклав мирну угоду з дофіном В'єннським. 1312 року оженився вдруге. При цьому він продовжував використовувати титул князя Ахейского. 1318 року уклав союзи з Манфредо IV, маркізом Салуццо, і Маттео I Вісконті, графом Мілану.
Філіп I помер 1334 року в Пінероло. Йому успадковував старший син Жак I.

## Родина
1. Дружина — Ізабелла де Віллардуен, княгиня Ахейська.
Діти:
- Марія Савойська (1301 — після 1308)
- Маргарита (лютий 1303 — після 1371), дружина Рено де Форі, сеньйора де Маллеваль, де Рошерлен і де Сен-Жермен Лаваль
- Аліса (д/н—1368), дружина 1) Манфредо дель Каррето, маркіза Савони; 2) Антельма д'Уртієре, сеньйора де Сент-Елен-дю-Лак

2. Дружина — Катерина, донька Юмбера I, дофіна В'єннського.
Діти:
- Жак (1315—1367), князь П'ємонту
- Елеонора (д/н—1350), дружина Манфредо V Алерамічі, маркиза Салуццо
- Джованна (бл. 1316/1318 — після 1355), дружина Амадея де Пуатьє, сеньйор де Сен-Вальє
- Беатріс (д/н—1340), дружина Умберто V, сеньйора де Туар і де Вільяр
- Агнес (д/н—1384), дружина Жана II де Ла Шамбра, віконта Морьєни
- Ізабелла (пом. Бл. 1370), ігуменя монастиря Сен-Джіакомо в Пенероло
- Томас (1329 — після 1360), сеньйор П'яченци, єпископ Турину
- Едуард (1330—1395), архієпископ Тарантаз
- Аймон (1330 — після 1398)

- 5 бастардів